# 117614 Hannahmclain
117614 Hannahmclain è un asteroide della fascia principale. Scoperto nel 2005, presenta un'orbita caratterizzata da un semiasse maggiore pari a 2,9574938 UA e da un'eccentricità di 0,0260850, inclinata di 5,48568° rispetto all'eclittica.